# 耶律瑤質
耶律瑤質（やりつ ようしつ、生没年不詳）は、遼（契丹）の政治家・軍人。字は抜里菫。積慶宮（耶魯盌オルダ）の出身。

## 経歴
室韋部節度使の耶律侯古の子として生まれた。景宗のときに右通進となった。統和10年（992年）、積慶宮使に累進した。聖宗にたびたび進言して、その多くは聞き入れられた。
統和28年（1010年）、聖宗の高麗遠征に参加して、康肇の軍を銅州で撃破するのに功績を挙げた。高麗王王詢の偽降を見抜いて、聞き入れないよう進言した。高麗軍の拠る険阻な堡塁があり、契丹軍が攻撃しても攻め落とせなかったが、瑤質が策を献じて降伏させた。四蕃部詳穏に抜擢された。
招討使耶律頗的が総管となると、瑤質はその下にいるのを恥として、引退を願い出た。聖宗は「おまえを長くこの任にいさせるつもりはない」と言って瑤質をなだめ、耶律頗的の下から外し、奏上伝達に専任させた。在官のまま死去した。

## 伝記資料
- 『遼史』巻88 列伝第18